# Christian von Frisch

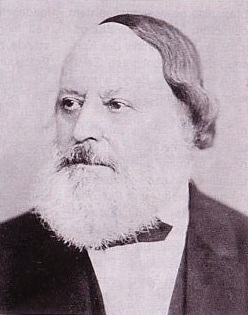
Christian von Frisch

Christian Frisch, ab 1870 von Frisch, (* 5. November 1807 in Stuttgart; † 29. März 1881 ebenda) war ein deutscher Pädagoge, Gelehrter und Politiker.

## Leben
Christian Frisch kam als Sohn eines Oberfinanzrats in Stuttgart zur Welt. Nach dem Besuch des Gymnasiums und des Evangelischen Seminars in Blaubeuren studierte er in Tübingen Theologie. Später wechselte er zum Studium der Mathematik und machte in Erlangen sein Examen. In Tübingen schloss er sich 1826 der Alten Tübinger Burschenschaft (später Germania Tübingen) und 1828 den Tübinger Feuerreitern an, in Erlangen 1830 der Burschenschaft Germania Erlangen.
1833 wurde er Lehrer an der Realanstalt des Gymnasium Illustre Stuttgart, 1862 schließlich ihr Rektor. Das Interesse an der Astronomie führte in zur Beschäftigung mit Johannes Kepler. Später gab er dessen Werke heraus und setzte sich für ein Denkmal Keplers in Weil der Stadt ein. Er wurde Vorstand der Stuttgarter Museumsgesellschaft sowie vom König 1868 mit dem Ritterkreuz Erster Klasse des Friedrichs-Ordens, 1870 mit dem Ritterkreuz Erster Klasse des Ordens der Württembergischen Krone geehrt und in den Personaladel erhoben. Die Universität Tübingen zeichnete ihn mit zwei Ehrendoktortiteln aus, den einen erhielt er 1858 von der Philosophischen Fakultät für die Entwicklung des Realschulwesens in Württemberg, den anderen 1870 für die Herausgabe der Gesammelten Werke des Astronomen Johannes Kepler. 1881 starb der Gelehrte und Politiker ledig in Stuttgart.

## Politik
Schon als Student war Frisch ein politischer Mensch, er begeisterte sich für die deutsche Einigung und nahm an der Revolution von 1848/49 teil. Er war Vorsitzender des Vaterländischen Hauptvereins in Stuttgart und wurde Abgeordneter der Deutschen Nationalversammlung in der Paulskirche in Frankfurt. Frisch blieb als einer der wenigen Abgeordneten bis zur Zerschlagung des „Rumpfparlaments“ in Stuttgart im Juni 1849. Danach wurde er noch Mitglied der Ersten Verfassungsrevidierenden Landesversammlung Württembergs. Nach der Reichsgründung wurde er als Nationalliberaler 1871 für sechs Jahre Reichstagsabgeordneter. Im Reichstag vertrat er den Wahlkreis Württemberg 8 (Freudenstadt, Horb, Oberndorf, Sulz). Seine Wahl war innerhalb der Nationalliberalen Partei nicht unumstritten, da bei der Reichstagswahl 1871 ein nationalliberaler Gegenkandidat nominiert wurde und 1874 sogar zwei nationalliberale Gegenkandidaten gegen ihn antraten.

## Werk

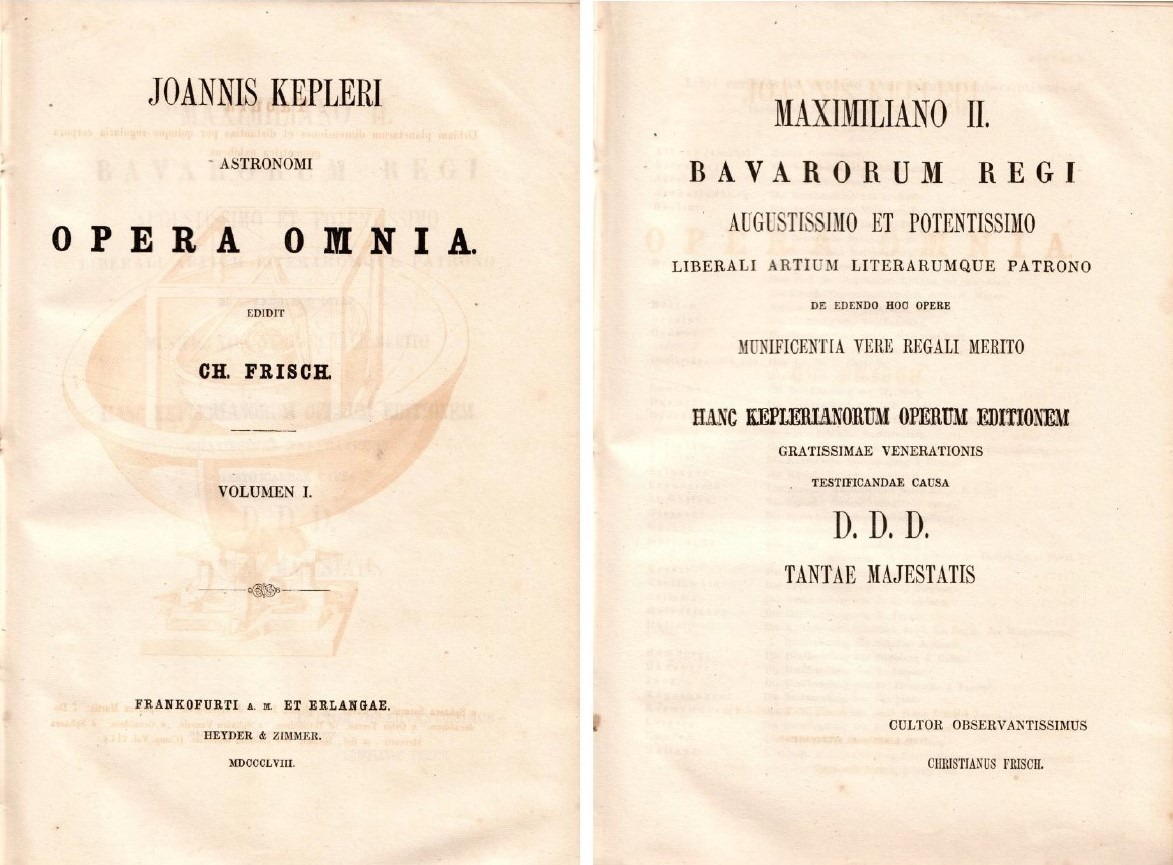
Joannis Kepleri Astronomi Opera Omnia, Titelblatt und Widmung für den bayerischen König.

Frischs monumentale Lebensleistung ist die Herausgabe der gesammelten Werke Johannes Keplers in mehr als 30-jähriger Arbeit, trotz gewisser vor allem ideeller Unterstützung einiger Gelehrter wie Friedrich Wilhelm Joseph Schelling im Wesentlichen allein, unter vielen Schwierigkeiten und mit großem persönlichem, auch finanziellem Einsatz. Noch Anfang des 18. Jahrhunderts war Michael Gottlieb Hansch daran gescheitert. 1858 erschien der erste Band, 1871 zu Keplers 300. Geburtstag der letzte Band 8, 2. Teil, insgesamt mehr als 6.200 Druckseiten. Der größte Teil des keplerschen Nachlasses, der in der russischen Hauptsternwarte Pulkowo lagerte, wurde ihm über die diplomatischen Beziehungen zwischen Württemberg und Russland zugänglich gemacht. Frisch transkribierte die schlecht leserliche Handschrift Keplers, gab die gedruckten Texte neu heraus und versah die Werke mit Einleitungen und Anmerkungen und ergänzte sie durch eine Biografie Keplers, alles auf Latein. Die Edition war maßgeblich bis zur durch Max Caspar und Walther von Dyck begonnenen Neuausgabe Keplers gesammelter Werke, die 1937–2017 unter Förderung der Bayerischen Akademie der Wissenschaften erschien.
Für seine Verdienste um Keplers Andenken und Werk wurde er 1864 erster Ehrenbürger Weil der Stadts. 